# Aeropuerto Regional de Roanoke
El Aeropuerto Regional de Roanoke–Blacksburg (en inglés, Roanoke–Blacksburg Regional Airport) (IATA: ROA, OACI: KROA, FAA LID: ROA) (Woodrum Field) está a tres millas al noroeste del centro de Roanoke, Virginia, aunque todavía está dentro de los límites de la ciudad independiente. Lo gobierna la Comisión del Aeropuerto Regional de Roanoke, compuesta por cinco miembros, que incluye representantes de la ciudad y el condado de Roanoke. El aeropuerto tiene dos pistas y un promedio de 116 operaciones al día; cubre 369 ha (912 acres).
Los registros de la Administración Federal de Aviación indican que el aeropuerto tuvo 315,293 embarques de pasajeros en el año calendario 2008, 297,588 en 2009 y 316,478 en 2010. Está incluido en el Plan Nacional de Sistemas Aeroportuarios Integrados para 2021-2025 de la Administración Federal de Aviación (FAA), en el que se lo clasifica como una instalación de servicio comercial principal no central.
Con una historia que se remonta a la época posterior a la Primera Guerra Mundial, el Aeropuerto Regional de Roanoke ha evolucionado desde un par de pistas de tierra y un solo hangar hasta convertirse en un aeropuerto moderno.  El edificio de la terminal se completó en 1989; la torre de control se completó en 2005.
En 2021, Roanoke Regional recibió 478,000 pasajeros, con un 87 % de salidas puntuales y un 86 % de llegadas puntuales.

## Referencias

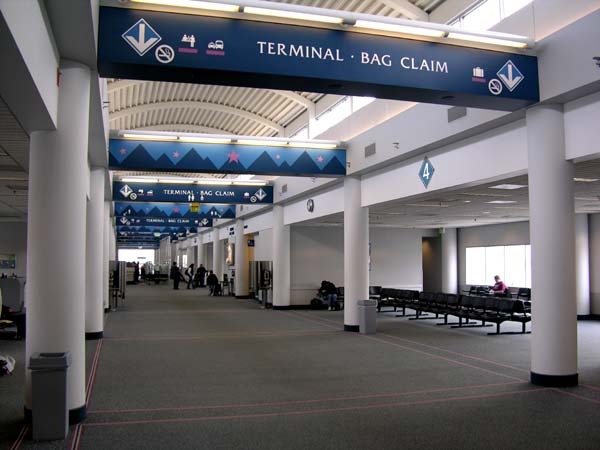
Pasillo principal del aeropuerto.

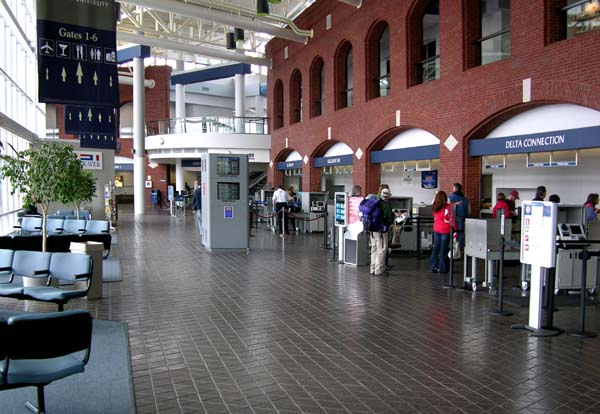
Mostradores de documentación del aeropuerto.

## Aerolíneas y destinos

### Pasajeros
| Aerolíneas       | Destinos                                                    |
| ---------------- | ----------------------------------------------------------- |
| Allegiant Air    | Orlando/Sanford, San Petersburgo/Clearwater, Sarasota       |
| American Eagle   | Charlotte, Chicago–O'Hare, Filadelfia, Nueva York–LaGuardia |
| Delta Air Lines  | Atlanta                                                     |
| Delta Connection | Atlanta, Nueva York–LaGuardia                               |
| United Express   | Chicago–O'Hare, Washington–Dulles                           |

### Carga
| Aerolíneas    | Destinos                        |
| ------------- | ------------------------------- |
| FedEx Express | Louisville, Memphis             |
| UPS Airlines  | Greensboro, Louisville, Norfolk |